# Puente del Mar Rojo

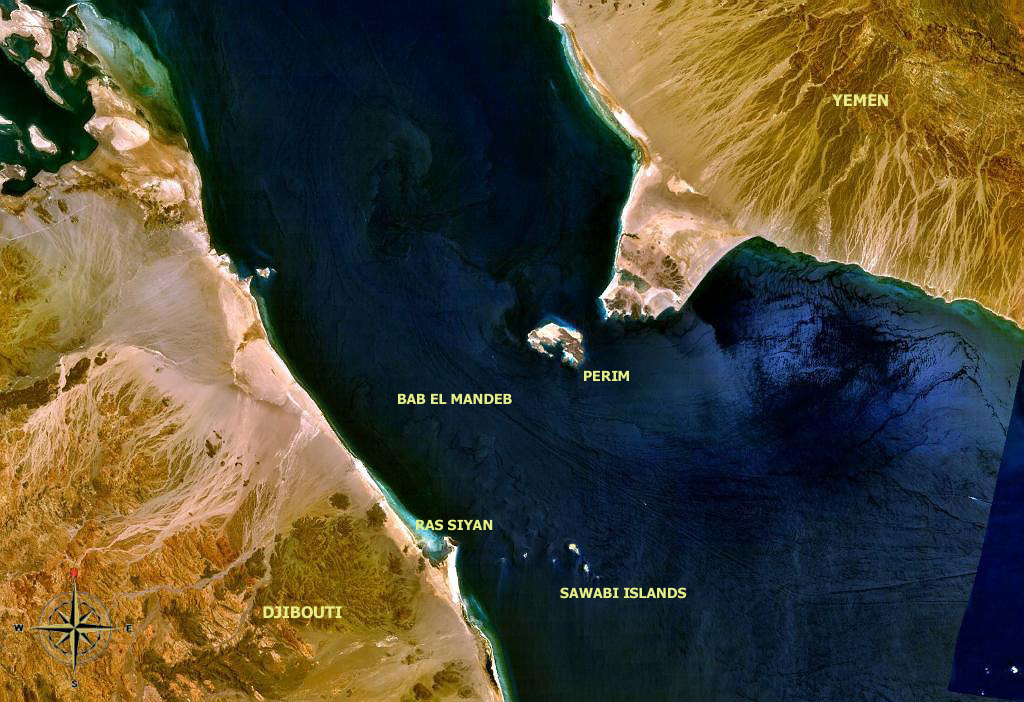
Zona de Bab-el-Mandeb.

El Puente del Mar Rojo es un proyecto de construcción para construir un puente entre las costas de Yibuti y Yemen a través de Bab-el-Mandeb, el estrecho que separa el mar Rojo y el golfo de Adén. Será construido por la Noor City Development Corporation, y el anuncio fue emitido por Middle East Development LLC, liderada por Tarek bin Laden, un hermano de Osama bin Laden por parte de padre.

## Datos de la estructura
La longitud sería cercana a 29 km y con un coste estimado de aproximadamente 20 mil millones de dólares. Ha sido propuesto por una empresa basada en Dubái dirigida por Tarek bin Laden. La fecha de inauguración se espera para el año 2020.
Para facilitar el tránsito marítimo, el puente deberá tener el vano en suspensión más largo del mundo, con 4,9 km. La longitud total del puente sobre el mar Rojo, partiendo de Yemen, conectando con la isla de Perim, y a continuación con Yibuti, en el continente africano, se espera que sea alrededor de 28,5 kilómetros.
Se estima que el puente se construya de dos a cuatro años, después del 2013, ya que se tendrán que calcular la altura de los buques más altos que pasan por la zona y el presupuesto del puente; también se está verificando qué estructuras servirán, para así poder asegurar que el puente será flexible, pero al mismo tiempo fuerte, y que esté hecho de un material resistente que no necesite de mayor mantenimiento, para ahorrar gastos. Se planea poner cámaras por debajo del puente para así poder vigilar y asegurarse que no se vayan a hacer atentados contra barcos justo debajo del puente, ya que sería un punto ciego para los policías que patrullaran el puente.
Se estima que esta construcción dará trabajo a 4.000.000 de personas mientras se construye, y aproximadamente a 2.500 personas una vez que la obra esté lista. El puente tendrá muchas luces en las puntas, en las curvaturas de la parte superior y en las partes que lo sostienen de abajo, para prevenir el choque de aviones y de barcos y evitar gastos y daños mayores.
Se espera que alrededor de 100.000 automóviles y 50.000 pasajeros de ferrocarril crucen el puente cada día.

## Uso esperado
Nuevas ciudades se construirán a ambos extremos del puente y los impulsores del proyecto afirman que podrá incorporar energías renovables. Sobre el lado de Yibuti, el presidente Ismail Omar Guelleh ha concedido 500 km ² para construir Ciudad Noor, la primera de los cientos de Ciudades de la Luz de las construcciones que prevé Grupo Saudí Binladin. Se espera que Ciudad Noor tenga 2,5 millones de habitantes para el año 2025, y la hermanada ciudad yemenita tendrá 4,5 millones. También se proyecta un nuevo aeropuerto que dará servicio a ambas ciudades, y que tendrá una capacidad de 100 millones de pasajeros al año. Se planifica una nueva autopista que conectará las ciudades con Dubái, aunque no hay planes para conectar por carretera con los centros de población de Addis Abeba en Etiopía o Jartum en Sudán, debido a la baja densidad de la población de Yibuti. La revista The Economist, observando que los promotores declaran que el proyecto convertirá a Ciudad Noor en "el centro financiero, educativo y médico de África", comenta que "los africanos podrían preguntarse por qué el proyecto no se realiza en una zona de África en la que vivan más africanos y donde haya alimentos y agua."
Uno de los usos para los que se ha ideado el puente es para facilitar el acceso transcontinental del Hajj a La Meca.

## Tiempo previsto
2009Inicio previsto
2020Fin de la construcción